# Sikosaari (ö i Norra Savolax, Norra Savolax, lat 63,43, long 27,31)
Sikosaari är en ö i Finland. Den ligger i sjön Nerkoonjärvi och i kommunen Lapinlax i den ekonomiska regionen  Övre Savolax ekonomiska region  och landskapet Norra Savolax, i den centrala delen av landet, 400 km norr om huvudstaden Helsingfors. Öns area är 0,7 hektar och dess största längd är 130 meter i öst-västlig riktning.